# پشکن (رومانی)
شهر پشکن (به رومانیایی: Paşcani) در شهرستان ایاشی در کشور رومانی واقع شده‌است. جمعیت این شهر ۴۲٬۱۷۲ نفر  است.